# Max Wagner (Kulturmanager)
Max Wagner (* 1969 in München) ist ein deutscher Kulturmanager. Er ist Geschäftsführer der Beisheim Stiftung und gemeinsam mit Ulf Matysiak für die strategische Ausrichtung der Stiftung und das operative Tagesgeschäft verantwortlich. Davor leitete er als Geschäftsführer den Gasteig München, der sich als größtes Kulturzentrum in Europa bezeichnet.

## Biografie
Wagner wurde in München geboren und wuchs am Starnberger See auf. Er studierte Jura in München und Paris sowie Gesang in Dresden und Mainz. Als Rechtsanwalt beschäftigte er sich vor allem mit Erbrecht und Verbraucherinsolvenz. Von 2005 bis 2011 war er Geschäftsführender Intendant des Stuttgarter Kammerorchesters. Danach war er geschäftsführender Direktor des Münchner Gärtnerplatztheaters.
2017 wurde Wagner Geschäftsführer der Gasteig München GmbH. In seiner Amtszeit begann die umfassende Generalsanierung des Kulturzentrums in München-Haidhausen, das unter anderem die Münchner Volkshochschule, die Münchner Stadtbibliothek, die Münchner Philharmoniker und die Hochschule für Musik und Theater München beherbergt. Wagner verantwortete den Umzug der Kulturinstitutionen in das 2021 eröffnete Interimsquartier Isarphilharmonie im Münchner Stadtteil Sendling. Im Juni 2023 wurde bekannt, dass Wagner seine Tätigkeit als Geschäftsführer der Gasteig München GmbH im Herbst 2023 auf eigenen Wunsch vorzeitig beendet. Zum Winter 2023 wechselte er zur Beisheim Stiftung, wo er als Geschäftsführer die Bereiche Gesundheit und Kultur verantwortet.
Wagner engagiert sich unter anderem im Hochschulrat der Hochschule für Musik und Theater München, im Kuratorium des Hidalgo-Festivals in München und in der International Society for the Performing Arts.